# باشگاه فوتبال دالیان پروفشنال
باشگاه فوتبال دالیان پروفشنال (انگلیسی: Dalian Yifang F.C.) یک باشگاه فوتبال است که در دالیان چین بنا شده‌است.